# Anna Diamantopoulou

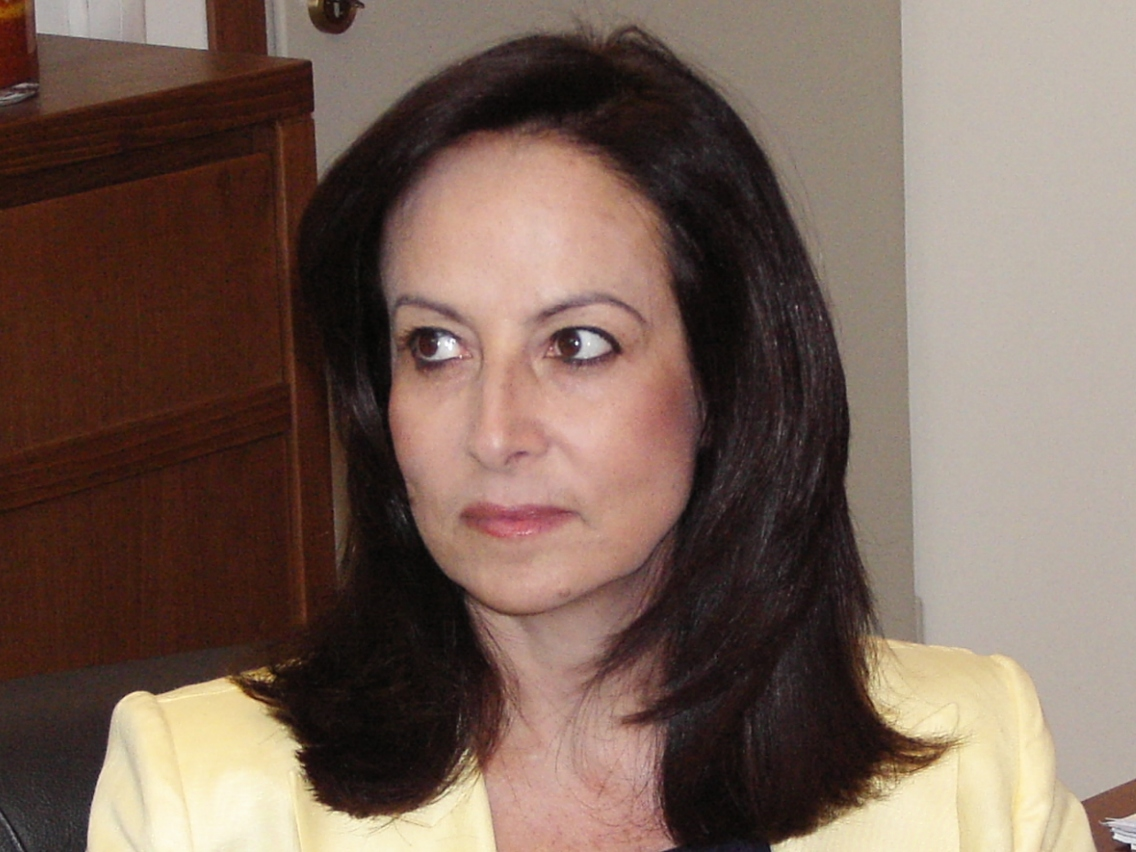
Anna Diamantopoulou

Anna Diamantopoulou (grekiska: Άννα Διαμαντοπούλου), född 26 februari 1959 i Kozani, är en grekisk politiker. Diamantopoulou var 1996-1999 och är sedan 2004 ledamot i det hellenistiska parlamentet för det socialistiska partiet PASOK. Hon var 1999-2004 EU-kommissionär med ansvar för sysselsättning och socialpolitik i Prodi-kommissionen. Hon avgick från denna post ett drygt halvår innan sitt förordnandes utgång för att stödja PASOK i det grekiska parlamentsvalet som dock vanns av högerpartiet Ny demokrati. Hon återinträdde i den grekiska regeringen som utbildnings- och religionsminister efter PASOK:s valseger 2009.